# Нуристански језици
Нуристански језици (или нуристани језици) су група индоевропских језика која се говори у источном Авганистану и мањим делом у Пакистану. Нуристански језици чине једну од три гране индоиранских језика, заједно са иранским језицима и индоаријским језицима. 

## Језици
Нуристански језици:
- северни:
  - камката-вири или кати око 40.000 говорника
  - ашкун или ашкуну око 40.000 говорника
  - вајгали или калаша-ала око 12.000 говорника
  - земјаки око 500 говорника
  - трегами или гамбири око 3.500 говорника
- јужни:
  - васи-вари или прасун око 8.000 говорника